# Lena Söderberg
Lena Birgitta Söderberg, född 13 april 1955 i Lidingö församling i Stockholms län, är en svensk jägmästare. 20 januari 2014 utnämndes hon till generaldirektör för Sveriges geologiska undersökning, en befattning hon innehade till 29 februari 2020.
Hon är dotter till sportjournalisten Curt Söderberg och Astrid Berggren samt dotterdotter till skådespelaren och skriftställaren Axel Berggren.
Söderberg är utbildad vid Sveriges Lantbruksuniversitet och var 2001–2009 koncernchef vid KRAV. Mellan 2009 och 2014 var hon verkställande direktör för Svenskt Vatten AB. Innan Söderberg anställdes vid KRAV var hon miljöchef vid Stockholms Läns Landsting och affärsområdesansvarig på Jaako Pöyry Consulting AB.  Som konsult arbetade Söderberg med frågor inom miljövård, skog och markvård.
I juni 2015 fick SGU:s ledning och Söderberg skarp intern kritik efter att man i skrivelser till hyresvärden Akademiska hus och till Statens konstråd begärt att konstverket "Fris om liv" av konstnären Tom Krestesen skulle avlägsnas eftersom man inte ansåg att det överensstämde med SGU:s värdegrund och jämställdhetssyn. Majoriteten av SGU:s medarbetare uppgavs vara kritiska till beslutet att plocka bort verket och till det sätt som ledningen hanterade ärendet. Söderberg valde att inte kommentera ärendet.
I december 2015 fick ledningen och Söderberg på nytt kritik, denna gång såväl internt som externt, för beslutet att avveckla sitt bibliotek.. Söderberg, som stod som beställare i projektspecifikationen där det föreslogs att böcker som blivit över efter projektet borde brännas i hemlighet för att ”undvika negativ publicitet”, sade sig inte känna till kritiken.

## Ledamotskap
- Styrelseledamot i Sveaskog AB[7]
- Styrelseledamot i Svenska Skogsplantor AB[7]
- Styrelseordförande för Skogsstyrelsen
- Ledamot i insynsrådet för Statens Energimyndighet
- Ledamot av programstyrelsen för MistraPharma[14]
- 2013: Ledamot av Kungliga Skogs- och Lantbruksakademien, allmänna avdelningen[8]
- Ledamot av Miljömålsrådet[15]